# Souillac (Mauritius)
Souillac is een plaats in het zuiden van Mauritius met ruim 4300 inwoners (2005). Het is de hoofdstad van het district Savanne. De plaats is genoemd naar François de Souillac, gouverneur van Mauritius van 1779 tot 1787.
Bambous · Beau Bassin-Rose Hill · Centre de Flacq · Mapou · Port Louis · Port Mathurin · Quartier Militaire · Raphael · Rose-Belle · Souillac · Triolet · Vingt Cinq